# 张文元
张文元（1910年—1992年），别名文魁，男，汉族，江苏太仓人，中国漫画家、国画家，曾任中国美术家协会理事。